# Centro Internacional de Ferias y Congresos de Tenerife
El Centro Internacional de Ferias y Congresos de Tenerife, también conocido como Recinto Ferial, es un edificio destinado a celebraciones de ferias y congresos que se encuentra en la ciudad de Santa Cruz de Tenerife (Canarias, España).

## Descripción
Inaugurado en mayo de 1996, ocupa una superficie superior a 40 000 metros cuadrados en la fachada marítima de Santa Cruz de Tenerife. Se encuentra en las inmediaciones de otros espacios como el Parque Marítimo César Manrique, el Auditorio de Tenerife o el Palmétum. Este edificio es además la sede del World Trade Center Tenerife.
El complejo, diseñado por el arquitecto e ingeniero Santiago Calatrava, se configura como un edificio polivalente que permite acoger las principales ferias, exposiciones y congresos que tienen lugar en la isla de Tenerife. Tras su inauguración, en su interior se han desarrollado todo tipo de eventos: ferias comerciales (alimentación, informática, agricultura y ganadería, ocio, etc.), conciertos de música, concursos y galas del carnaval, congresos, seminarios, exposiciones de arte, mítines, programas de televisión, desfiles de moda y un sinfín de actividades. 

## El edificio
El recinto ferial, enclavado en la avenida de la Constitución, en Cabo-Llanos (barrio en expansión de Santa Cruz), se divide en tres zonas: La Gran Nave, el Edificio Zócalo y el Edificio Anexo.
- La Gran Nave, emplazada en la planta superior, ocupa un total de 12 000 metros cuadrados, convirtiéndose en el mayor espacio cubierto de Canarias.[1] Esta sala, que es a su vez la principal del complejo, tiene 190 metros de longitud, 70 de ancho y alrededor de 20 metros de altura diseñados en cristal, hierro y hormigón. El aforo máximo alcanza las 15 000 personas. En esta planta también se sitúa la cafetería del edificio.

- El Edificio Zócalo es el lugar destinado al desarrollo de congresos. Tiene una capacidad para un total de 334 personas. Se localiza en la planta inferior, donde también se habilita la Sala Multiusos de 3800 metros cuadrados de superficie.

- El Edificio Anexo está constituido por cinco plantas que reúnen las oficinas de la Sociedad de Promoción de Tenerife (SPET) y las zonas técnicas y de control del complejo. Se accede a él a través de un arco de 50 metros de longitud.

## Grandes eventos celebrados en el edificio

### Carnaval
En el edificio se han celebrado en varios años consecutivos los principales actos del Carnaval de Santa Cruz de Tenerife, entre los que destaca la Gran Gala de Elección de la Reina del Carnaval, en 1996, 1997, 1998, 2006, 2007 y desde 2009 hasta la actualidad.

### Gala de los Premios Dial
El 5 de marzo de 2015, el Recinto Ferial de Tenerife acogió por primera vez la Gala de los Premios Cadena Dial en un especial en conmemoración de los 25 años de esta cadena. Anteriormente se realizaban en el cercano Auditorio de Tenerife. Entre los artistas que se han dado cita en la gala desde entonces destacan: Alejandro Sanz, Amaia Montero, Ana Guerra, Antonio Orozco, Axel, Camila, Carlos Vives, Dani Martín, David Bisbal, David Bustamante, David DeMaría, Dvicio, El Barrio, Ha*Ash, Hombres G, Laura Pausini, Malú, Manolo García, Manuel Carrasco, Marta Sánchez, Melendi, Merche, Miguel Bosé, Revólver, Roko, Salvador Beltrán, Sergio Dalma, Tiziano Ferro y Vanesa Martín.
A partir de ese año, la Gala de estos premios se celebra en este Recinto Ferial.